# Resolució 1027 del Consell de Seguretat de les Nacions Unides
La Resolució 1027 del Consell de Seguretat de les Nacions Unides fou adoptada per unanimitat el 30 de novembre de 1995. Després de recordar les anteriors resolucions del Consell de Seguretat, inclosa la Resolució 983 (1995) sobre la República de Macedònia, el Consell va prorrogar el mandat de la Força de Desplegament Preventiu de les Nacions Unides (UNPREDEP) fins al 30 de maig de 1996.
El Consell de Seguretat va reafirmar el seu compromís amb la independència, la sobirania i la integritat territorial de Macedònia i va reiterar la seva preocupació per qualsevol evolució que pogués posar en perill la seva estabilitat. En aquest sentit, el mandat de la UNPREDEP es va ampliar fins al 30 de maig de 1996 i es va instar a continuar la cooperació amb l'Organització per a la Seguretat i la Cooperació a Europa. Es consideren favorablement les sol·licituds del Secretari General per prestar assistència a la UNPREDEP. El 31 de gener de 1996, es va demanar al Secretari General Boutros Boutros-Ghali que informés al Consell sobre les novetats que afectessin el mandat de la UNPREDEP.